# Malaconothrus translamellatus
Malaconothrus translamellatus är en kvalsterart som beskrevs av Hammer 1958. Malaconothrus translamellatus ingår i släktet Malaconothrus och familjen Malaconothridae. Inga underarter finns listade i Catalogue of Life.